# Talaia d'Alcúdia (muntanya)
La Talaia d'Alcúdia o Talaia de la Victòria és un cim de Mallorca que té una altura de 446 m i que pertany al municipi d'Alcúdia. Al cim de la muntanya s'hi trobava la torre del mateix nom. L'accés més usual és per l'ermita de la Victòria.